# الدین (کالیفرنیا)
الدین، کالیفرنیا (به انگلیسی: Adin, California) در ایالات متحده آمریکا است که در کالیفرنیا واقع شده‌است.

## خصوصیات
الدین ۸٫۹۱۸ کیلومترمربع مساحت و ۲۷۲ نفر جمعیت دارد و ۱٬۲۸۱ متر بالاتر از سطح دریا واقع شده‌است.